# اتفاق أنديرا - عبد الله
اتفاق أنديرا غاندي - شيخ عبد الله هو اتفاق تم توقيعه في عام 1975 بين السياسي الكشميري شيخ محمد عبد الله ورئيسة وزراء الهند آنذاك أنديرا غاندي، سمح للأول بأن يصبح رئيس وزراء جامو وكشمير مرة أخرى بعد 22 عامًا.

## السياق التاريخي
أدى التحول في توازن القوى في شبه القارة الهندية لصالح الهند في أعقاب النصر الهندي في الحرب الهندية الباكستانية 1971، مما انتهى بشيخ محمد عبد الله بالتنازل واتباع الشروط التي تمليها الهند. حيث أدى الانتصار الهندي في بنغلاديش إلى زيادة مكانة أنديرا غاندي كرئيسة للوزراء في الهند، فقدم شيخ محمد عبد الله عرضًا بالاستفتاء، واستعادة العلاقة بين كشمير والهند إلى ما قبل 1953، وفي عام 1975 تخلى شيخ عبد الله عن مطالبته بمنح شعب كشمير الحق في تقرير المصير.

## الاتفاق
يُوصف الاتفاق بأنه بمثابة «استسلام» للهند، حيث يتضمن إعادة اندماج جامو وكشمير مع الهند، وأنها ستكون خاضعة لإدارة الحكومة الهندية بموجب المادة 370 من الدستور الهندي. وأقر الاتفاق بحضوع ولاية جامو وكشمير لقوانين الدولة الهندية بشأن مسائل مثل الرفاه والقضايا الاجتماعية والثقافية وقانون الأحوال الشخصية للمسلمين.